# Tông Chuột cống
Tông Chuột cống hay Rattini là một tông rất lớn, đa dạng thuộc phân họ Chuột Cựu Thế giới (Murinae). Các loài thuộc tông này phân bố rộng khắp châu Á và Úc, với một vài loài phân bố tại châu Âu và Bắc Phi. Thành viên được biết đến nhiều nhất của tông này là chi Rattus (chuột cống thực sự), với một vài loài phân bồ trên toàn thế giới.
Chúng được cho là thành viên cơ bản thứ hai của Murinae mặc dù tính đa dạng hiện đại cao của chúng, chỉ có tông Phloeomyini là cơ bản hơn chúng.

## Phân loại
Tông này bao gồm các chi:
- Berylmys
- Bullimus
- Bunomys
- Eropeplus
- Halmaheramys
- Komodomys
- Lenomys
- Papagomys
- Paruromys
- Paulamys
- Sundamys
- Taeromys
- Chiromyscus
- Dacnomys
- Lenothrix
- Leopoldamys
- Margaretamys
- Niviventer
- Saxatilomys
- Tonkinomys
- Echiothrix
- Hyorhinomys
- Melasmothrix
- Paucidentomys
- Sommeromys
- Tateomys
- Waiomys
- Crunomys
- Maxomys
- Micromys
- Abditomys
- Bandicota
- Diplothrix
- Kadarsanomys
- Limnomys
- Nesokia
- Nesoromys
- Palawanomys
- Rattus (chuột cống thật sự)
- Tarsomys
- Tryphomys
- Srilankamys
- Anonymomys